# Jean Seznec
Jean Seznec (19 de març 1905 – 22 de novembre 1983) va ser un historiador i mitògraf francès, el llibre del qual de 1940, Els déus de l'Antiguitat, va tenir gran influx també en l'àmbit anglosaxó, en ser traduït ràpidament a l'anglès.

## Trajectòria
Seznec va obtenir plaça en l'Acadèmia Francesa de Roma el 1929, on va estudiar amb l'historiador de l'art Emile Male, la metodologia del qual s'acusarà en la seva pròpia obra. Aquest vincle amb Itàlia serà decisiu. En iniciar-se la Segona Guerra Mundial, Seznec retorna a Florència com a director de l'Institut francès; però en 1941 emigrarà a Amèrica.
La seva obra mestra —Els déus de l'Antiguitat en l'edat mitjana i en el Renaixement— va ser publicada en francès en l'Institut Warburg de Londres (1940), en ser derrotada França. Després de la Segona Guerra, Seznec va acceptar un lloc de professor en Romàniques (Llengua i Literatura) a la Universitat Harvard, on va ensenyar fins a 1949. Llavors va ser nomenat catedràtic Marshal Foch Professor of French Literature a la Universitat d'Oxford, i va formar part del All Souls College d'Oxford, des de 1950 fins al seu retir en 1972.
Seznec va editar a més catàlegs d'exposició sobre l'edició dels Salons de París, i de la seva crítica per Denis Diderot entre 1759–1781, que es considera avui una font primària per entendre la història del gust de la mà d'aquest enciclopedista.
Fent un especial gir en la meta que van buscar figures de relleu, com Erwin Panofsky i Fritz Saxl, de l'Institut Warburg, Seznec va presentar una àmplia perspectiva de la transmissió de la representació clàssica en l'Art Occidental. La traducció d'aquest llibre a l'anglès en 1953 The Survival of the Paguen Gods: Mythological Tradition in Renaissance Humanism and Art, va afavorir la seva difusió a tot el món.
Els vells déus, diu Seznec en la seva obra mestra, no 'ressusciten' (no re-neixen) perquè mai es van esborrar de la memòria i la imaginació dels homes d'Occident. Van sobreviure durant l'edat mitjana en sistemes d'idees ja constituïts al final del món grecoromà.
En l'edat mitjana no va haver-hi una noció d'Antiguitat com un mitjà històric diferent, com alguna cosa ja superat, per aquest motiu pesi al que va significar el cristianisme al món de les idees i els costums diaris, va trobar sempre al món dels antics molts punts d'unió i de conciliació, com es veu en les tradicions pictòriques i literàries. Per contra, és el Renaixement el que comença a assenyalar aquesta distància històrica entre el present i el passat antic, i per això s'esforça conscientment per harmonitzar dos universos separats per deu segles. Seznec estudia extensament aquest procés. En el Renaixement del segle xvi neix una ciència mitològica, que es difon des de la Toscana amb l'ocupació dels manuals, aconseguint una gran popularitat.
L'edat mitjana apareix menys ombrívola i estàtica, diu l'autor, i el Renaixement es presenta com menys brillant i sobtat, encara que per descomptat van intensificar aquestes idees i motius. Les tesis de Seznec han tingut molt ressò. Així en els estudis Joscelyn Godwin, en The Pagan Dream of the Renaissance (2002).

## Obres
- La survivance des dieux antiques. Essai sur le rôle de la tradition mythologique dans l'humanisme et dans l'art de la Renaissance (Studies of the Warburg Institute, 11), Londres, The Warburg Institute, 1940; 2ª ed. París, Flammarion 1980.